# Hans Siemons
Hans Siemons (* 1930; † Ende September 2006) war ein deutscher Journalist.
Nach dem Abitur am Aachener Kaiser-Karls-Gymnasium studierte Siemons Germanistik, Geschichte, Philosophie und Publizistik. Er arbeitete schon früh in der Redaktion der Aachener Volkszeitung, wo er Leiter der Politredaktion und zuletzt stellvertretender Chefredakteur wurde. Von 1969 bis 1984 war er Chefredakteur der Monatszeitschrift Weltbild.
Seit 1979 bis zu seinem Tode war er Mitarbeiter der Zeitschrift G/Geschichte, wo seine Artikel unter dem Stichwort „Erlebte Geschichte“ die Verbindung zwischen historischen Schauplätzen und heutigen Orten herstellten.
Im Ruhestand verfasste Hans Siemons außerdem eine Reihe von Schriften, in denen er insbesondere die Geschichte seiner Heimatstadt Aachen behandelte. Besondere Verdienste erwarb er sich mit der Fortschreibung von Bernhard Polls Hauptwerk Aachens Geschichte in Daten.

## Veröffentlichungen (Auswahl)
- Zwischen den Schlagbäumen. Wilhelm Rombach – ein Leben für das Grenzland. Meyer und Meyer, Aachen 1996, ISBN 3-89124-344-8.
- Kriegsalltag in Aachen. Meyer & Meyer, Aachen 1997, ISBN 3-89124-473-8.
- Hexenwahn im Grenzland Aachen. Ein unrühmliches historisches Kapitel aus der Aachener Region, das nicht nur in Märchen und Sagen vorkommt. (Hexen und Henker an Rur, Wurm und Pau). Meyer & Meyer, Aachen 1997, ISBN 3-89124-422-3.
- Off Limits. Alliierte Besatzung 1944–1947 im Raum Aachen, Meyer & Meyer, Aachen 1997, ISBN 3-89124-243-3.
- Aachens junge Wilde aus dem Hörsaal. Die 68er Studenten-Revolution an der Rheinisch-Westfälischen Technischen Hochschule. Meyer & Meyer, Aachen 1997, ISBN 3-89124-397-9.
- Schlürfen & Schmatzen. Essen und Trinken im alten Aachen und Eifeler Umland. Helios, Aachen 2001, ISBN 3-933608-43-0.
- Blues, Luckys und Kartoffelschnaps. Was die Aachener in den Trümmerjahren nach dem letzten Krieg mit ihrer Freizeit anfingen. Zeitungsverlag Aachen, Aachen 1988, ISBN 3-921691-14-1.
- Glücksspiel in Aachen. Spielbank-Casino damals und heute – und warum die alte Kaiserstadt darauf nicht verzichten konnte. Helios-Verlag, Aachen 2004, ISBN 3-933608-89-9.
- mit Franz Metzger, Karin Feuerstein-Praßer: Beter, Bauherren, Pioniere. Echter, Würzburg 2001, ISBN 3-429-02325-4.